# Rosenrevolutionen
Rosenrevolutionen (georgisk ვარდების რევოლუცია vardebis revolucia 'rosernes revolution') var en fredelig revolution i 2003 i Georgien, hvor præsident Eduard Sjevardnadse blev afsat.

## Den daværende politiske situation
Georgien var blevet ledet af Eduard Sjevardnadse siden 1992 (som præsident siden 1995. Hans regering -- og hans egen familie -- blev i stigende grad forbundet med gennemgribende korruption, der hæmmede Georgiens økonomiske vækst. Landet forblev fattigt efter europæiske standarder. To russisk-støttede udbryderregioner, Abkhasien og Sydossetien, forblev uden for regeringen i Tbilisis kontrol, og den autonome republik Adjarien blev drevet af den semiseparatisiske leder Aslan Abasjidse. Den politiske og socioøkonomiske krise var tæt på at kulminere op mod parlamentsvalget den 2. november 2003. Sjevadnadses partiforbund For Et Nyt Georgien og Abasjidses Georgiens Demokratiske Fornyelsesforbund stod over for nogle populære oppositionspartier: Mikheil Saakasjvilis Forenede Nationalbevægelse og Burdjanadse-Demokraterne under ledelse af formanden for parlamentet, Nino Burdjanadse og hendes forgænger Surab Sjvania.

## Valg og protester
Der blev afholdt parlamentsvalg i Georgien den 2. november 2003, men niveauet af valgsvindel blev af lokale og internationale valgobservatører beskrevet som højt. Mikheil Saakasjvili hævdede, at han havde vundet valget (hvilket blev understøttet af uafhængige Exit polls), og han opfordrede alle georgiere til at demonstrere mod Sjevadnadse regering og til at udvise ikkevoldelig civil ulydighed mod myndighederne. De vigtigste demokratiske oppositionspartier gik sammen om at kræve Sjevadnadses afgang og en genafholdelse af valget.
I midten af november blev der afholdt kæmpestore demonstrationer mod regeringen i Tbilisis centrale gader, og de bredte sig snart til næsten alle større byer i Georgien. Ungdomsorganisationen Kmara ('Nok'), der svarede til Serbiens Otpor, og adskillige NGOer var aktive i alle protesterne. Sjevardnadses regering blev støttet af lederen af den autonome provins Adjarien, Aslan Abasjidse, som sendte tusinder af sine støtter til Tbilisi for at holde moddemonstrationer til fordel for regeringen.

## Regeringsskifte
Oppositionsprotesterne kulminerede den 22. november, hvor det uretmæssigt valgte parlament havde sin åbningsdebat. Den samme dag stormede oppositionsstøtter med roser i hænderne parlamentsbygningen under ledelse af Saakasjvili (hvorfra navnet Rosenrevolutionen stammer), hvor de afbrød en tale af præsident Eduard Sjevardnadse og fik ham til at flygte med sin livvagter. Han erklærede senere staten i undtagelsestilstand og begyndte at mobilisere tropper og politi nær sin embedsbolig i Tbilisi. Militærets elitestyrker nægtede dog at støtte regeringen. Om aftenen den 23. november (Sankt Jørgen, den georgiske nationalhelgens, dag) mødtes Sjevadnadse med oppositionslederne Saakasjvili og Surab Sjvania for at drøfte situationen; dette møde var blevet arrangeret af den russiske udenrigsminister Igor Ivanov (hvis mor var georgier). Efter dette møde trak præsidenten sig tilbage fra sin post, hvilket førte til euforiske scener i Tbilisis gader. Mere end 100.000 demonstranter fejrede sejren hele natten, godt hjulpet af fyrværkeri og rock-koncerter.
Den hidtidige parlamentsformand, Nino Burdjanadse, overtog præsidentposten, indtil nye valg kunne afholdes. Georgiens Højesteret annullerede resultaterne af parlamentsvalget. Den 4. januar 2004 blev der afholdt præsidentvalg, og Mikheil Saakasjvili vandt en overvældende sejr. Han blev indsat som Georgiens præsident den 25. januar. Den 28. marts 2004 blev der valgt et nyt parlament, der med et stort flertal blev vundet af Saakasjvilis Demokratiske Nationalbevægelse, med en opposition af højrepartier.

## I Adjarien
I maj 2004 fandt den såkaldt 2. Rosenrevolution sted i Batumi i Adjarien. Efter måneder med stærk spænding mellem Saakasjvilis regering og Aslan Abasjidse, den autonome provins' leder, protesterede tusinder af adjariere mod Abasjidses separatistiske og militaristiske politik. Abasjidse satte sikkerhedsstyrker og paramilitære grupper ind for at bryde demonstrationerne i Batumis og Kobuletis gader op. Han klarede dog ikke at undertrykke protesterne, der voksede og voksede. Den 6. maj 2004 (igen Sankt Jørgens dag) samlede demonstranter fra hele Adjarien sig i Batumi, selvom demonstrationerne dagen før var blevet brutalt opløst. Georgiens statsminister, Surab Sjvania, og indenrigsminister, Georgi Baramidse, forhandlede med den adjariske indenrigsminister, Djemal Gogitidse, om at trække hans styrker tilbage fra grænsen til Tjoloki-floden og lade georgiske specialstyrker komme ind i provinsen. Abasjidse bøjede sig for det uundgåelige, trak sig tilbage den samme aften og rejste til Moskva. Præsident Mikheil Saakasjvili besøgte Batumi den næste dag og blev hyldet som befrier af jublende adjariere.

## Betydning
En ny æra siges at være begyndt i Georgien med Rosenrevolutionen. Mens vestlige lande ser Rosenrevolutionen som et skridt i retning af demokrati, ser russiske politikere den som et amerikansk kup, idet de peger på den rolle, George Soros' Open Society Institute havde i finansieringen af den georgiske opposition.
Adskillige reformer er blevet iværksat af den nye regering, og stærke kræfter er sat ind mod korruptionen. Georgiens udenrigspolitik ses som tydeligt vestligt orienteret. Den georgiske opposition og nogle NGO'er har dog udtrykt bekymring angående Saakasjvilis autoritære tendenser.
Den orange revolution, der fulgte det omdiskuterede præsidentvalg i Ukraine i november 2004, siges at være delvist inspireret af den georgiske Rosenrevolution. Nogle af Viktor Jusjtjenkos tilhængere holdt georgiske flag, og selv holdt han en rose op, da han talte til demonstranterne.